# Zosterops emiliae
Zosterops emiliae é uma espécie de ave da família Zosteropidae.
Pode ser encontrada nos seguintes países: Indonésia e Malásia.